# Gisèle Halimi

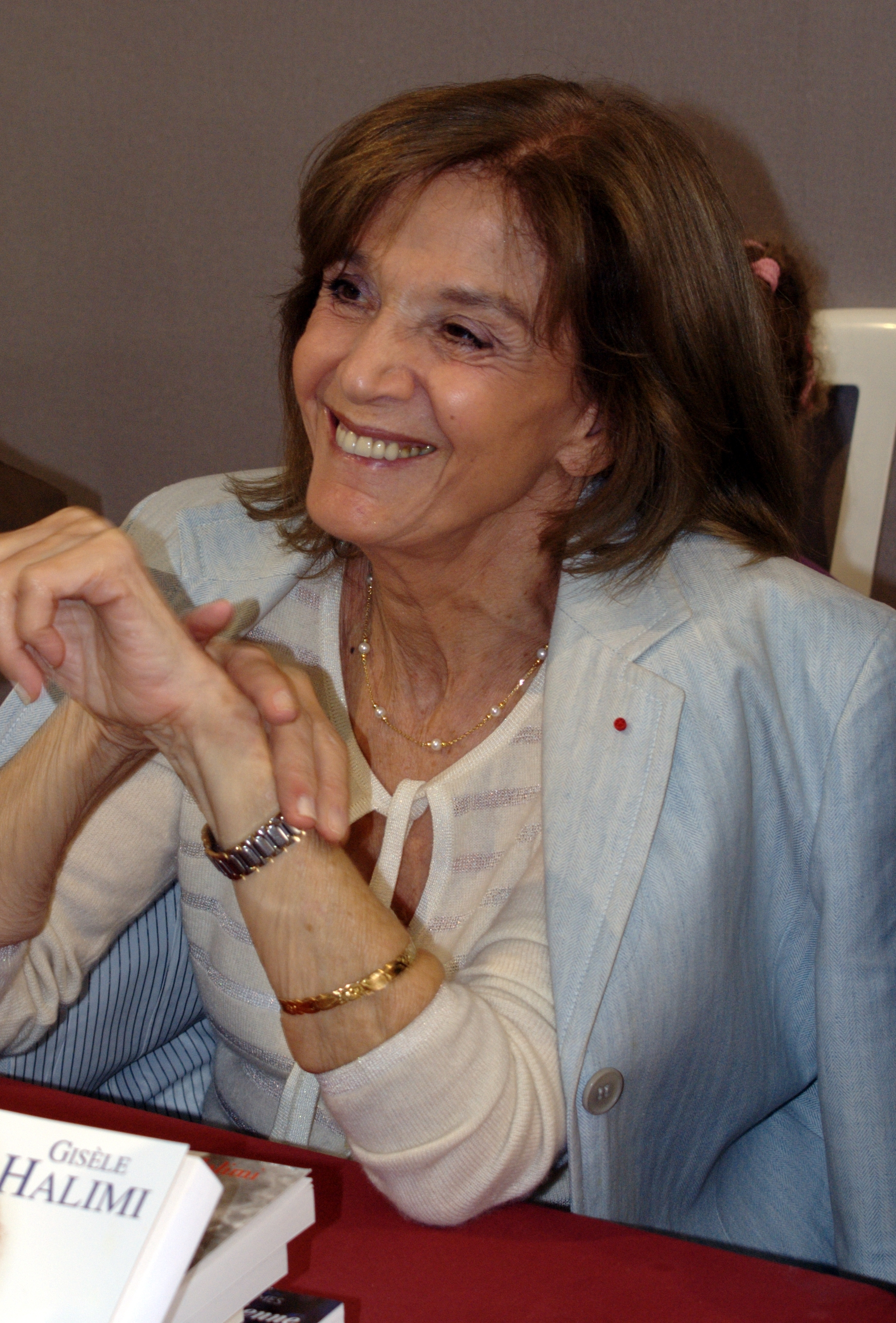
Gisèle Halimi (2008)

Gisèle Halimi (geboren als Zeiza Gisèle Élise Taïeb; * 27. Juli 1927 in La Goulette, Französisches Protektorat Tunesien; † 28. Juli 2020 in Paris) war eine französische Rechtsanwältin, Feministin und Bürgerrechtsaktivistin tunesischer Herkunft.

## Leben

### Jugend und Ausbildung
Zeiza Gisèle Élise Taïeb – den Namen Gisèle Halimi nahm sie erst 1949 an – wurde 1927 im 10 km von Tunis entfernten La Goulette als Tochter von Fortunée („Fritna“) (geb. Metoudi), einer Sephardin, Tochter eines Rabbiners, und Édouard Taïeb, einem jüdischen Berber, geboren. Der Vater arbeitete als Angestellter in einer Anwaltskanzlei.
Gisèle Halimi wuchs gemeinsam mit ihren Geschwistern – dem 2 Jahre älteren Bruder Marcel, der 4 Jahre jüngeren Schwester Gaby und dem Jüngsten, ihrem Bruder Henri – zunächst in La Goulette, dann im Zentrum von Tunis auf. Ihr Bruder André war bereits im Alter von zwei Jahren durch einen tragischen Unfall ums Leben gekommen.
In Halimis Familie herrschte patriarchalische Ordnung: Die Geburt eines Mädchens wurde als „malédiction“, als Fluch, aufgefasst, und ihre Geburt wurde von ihren Eltern mehrere Wochen verschwiegen, weil man sich gegenüber Verwandten und Freunden schämte, dass sie kein Junge war. Und das setzte sich ununterbrochen fort:

« À chaque étape de ma vie, il y avait un jalonnement de handicaps qui venait du fait que j’étais une fille »

„In jeder Phase meines Lebens gab es eine Reihe von Behinderungen, die davon herrührten, dass ich ein Mädchen war“

oder

« … ma mère et tout mon entourage depuis la prime enfance ne m’avait pas constamment rappelé que le fait d’être une fille impliquait un sort très différent de celui de mes frères. Un sort dans lequel le choix, le libre arbitre, la liberté n’avaient aucune place. Un sort uniquement déterminé par mon genre. »

„… meine Mutter und alle die mich umgaben, hatten mich seit meiner frühen Kindheit immerzu daran erinnert, dass die Tatsache ein Mädchen zu sein, bedeutete, ein ganz anderes Schicksal zu haben, als meine Brüder. Ein Schicksal, in dem Wahlmöglichkeit, freier Wille, Freiheit keinen Platz hatten. Ein Schicksal, das nur von meinem Geschlecht bestimmt wurde.“

Ihre Mutter war mit 16 Jahren verheiratet worden, gemäß der zu dieser Zeit in Tunesien vorherrschenden Normen, hatte alle zwei Jahre ein Kind geboren und glaubte, dass ihre Tochter diese Tradition fortsetzen würde.

‹Ma grand-mère, ma mère et moi avons vécu comme ça ; alors toi aussi !›, me disait ma mère, Fritna, faisant du mariage et de la sujétion à un homme mon horizon ultime. Cela impliquait de me mettre au service des hommes de la famille, de servir mes frères à table et de faire leur lit, le ménage et la vaisselle. Je trouvais cela stupéfiant. Pourquoi ? Au nom de quoi ? Avant même la révolte, je ressentais une immense perplexité. Pourquoi cette différence ? Elle n’avait selon moi aucun fondement ni aucun sens.

„‚Meine Großmutter, meine Mutter und ich [selbst] haben so gelebt; also [wirst] auch du [so leben]‘ sagte meine Mutter, Fritna, und machte Heirat und Unterwerfung unter einen Mann zu meinem ultimativen [Lebens-]Horizont. Das bedeutete, dass ich mich in den Dienst der Männer der Familie stellte, meine Brüder am Tisch bediente und ihre Betten machte, die Hausarbeit erledigte, das Geschirr abwusch. Das fand ich verwunderlich. Warum? In wessen Namen? Noch bevor ich rebellierte, war ich ratlos. Warum dieser Unterschied? Für mich gab es dafür keinen Grund, ergab das keinen Sinn.“

Das Leben ihrer Mutter zu sehen – unterwürfig, in völliger Abhängigkeit von ihrem Vater, den sie für noch so geringe Ausgaben um Geld anbetteln muss – macht ihr Angst. Und es war diese unterschiedliche Behandlung der Geschlechter, die für Mädchen ausschließlich Ehe und Mutterschaft und die weibliche Unterordnung festschreiben sollten, gegen die sie schon früh rebellierte und beschließen ließ, niemals von einem Mann abhängig zu sein. Gerade 10 Jahre alt, weigerte sie sich, ihre Brüder zu bedienen, ging sogar so lange in einen Hungerstreik, bis ihre Eltern nachgaben.
Auch für die (Aus-)Bildung von Mädchen wollte man in der Familie kein Geld ausgeben, schon gar nicht für den Besuch eines Gymnasiums. Doch von ihrer Lehrerin ermutigt nahm Halimi an einem Wettbewerb teil, bei dem sie ein Stipendium erhielt, das sie von den Schulgebühren befreite. So gelangte sie aufs Gymnasium, das Lycée Armand-Fallières.
Angetrieben von der Erkenntnis, dass Wissen, Erfolg in der Schule, für sie der einzige Ausweg war, dem von Traditionen festgeschriebenen Schicksal der Frauen zu entfliehen, waren ihre Schulleistungen so überragend, dass das Stipendium Jahr um Jahr verlängert wurde. Mit 17 Jahren bestand sie ihr Abitur (baccalauréat) mit Auszeichnung.
Während ihrer gesamten Schulzeit fragte sie sich, warum ihren brillanten Leistungen in der Schule innerhalb der Familie nur Gleichgültigkeit entgegengebracht wurde, während ihre Brüder, die keineswegs so erfolgreich waren, für ihre weitaus geringeren Leistungen gelobt wurden.

« Ils n’étaient pas meilleurs que moi, ils ne m’étaient en rien supérieurs, il n’y avait aucune raison. Sauf le fait qu’eux étaient du sexe masculin et moi du sexe féminin. »

„Sie waren nicht besser als ich, waren mir in nichts überlegen, es gab überhaupt keinen Grund [für diese bevorzugte Behandlung]. Außer der Tatsache, dass sie männlichen Geschlechts waren und ich weiblichen Geschlechts“

Folgerichtig wehrte sie sich auch gegen eine Ehe, die ihre Eltern, als sie gerade vierzehn Jahre alt geworden war, mit einem doppelt so alten wohlhabenden Ölhändler arrangieren wollten.
Seit ihrem 14. Lebensjahr träumte sie davon, nach Frankreich zu gehen, um dort zu studieren. Während ihrer Schulzeit hatte sie Schülern Nachhilfeunterricht gegeben, hatte das Geld, das sie dafür erhielt, zur Seite gelegt und bekam von den französischen Behörden die Aufenthaltserlaubnis für Frankreich.
Dort nahm sie an der Sorbonne ein Studium der Rechtswissenschaften, Philosophie und Politischen Wissenschaften auf und musste gleichzeitig als Telefonistin arbeiten, um das Studium finanzieren zu können. 1948 machte sie ihren Abschluss in Jura; ein Jahr später, 1949, wurde sie in Tunis als Rechtsanwältin zugelassen, 1956 auch in Paris.

### Engagements

#### Tunesien
1949 als Anwältin in Tunesien zugelassen, verteidigte sie Gewerkschafter und Mitglieder der Unabhängigkeitsbewegung.

##### Moknine (Procès de Moknine)
Im Jahre 1953 kam Halimis erster bedeutender Prozess.
57 Tunesier wurden beschuldigt, am 23. Januar 1952 an einer Demonstration der Neo-Destur-Partei in Moknine teilgenommen zu haben.
Zuvor hatte das harte Vorgehen des am 13. Januar 1952 neu ernannten General-Residenten (Résident général) Frankreichs in Tunesien (s. frz. Wiki: Résident général de France en Tunisie), Jean de Hauteclocque, gegen die Unabhängigkeitsbewegung – Hauteclocque ließ einen geplanten Kongress der Neo-Destur-Partei verbieten, Habib Bourguiba und andere Parteimitglieder inhaftieren – das Land in Aufruhr versetzt und Demonstrationen geradezu provoziert.
In deren Verlauf war es zu Zusammenstößen zwischen den Demonstranten und kolonialen Ordnungskräften gekommen. Mehrere Polizisten waren bei den Auseinandersetzungen getötet worden.
Der Prozess fand vom 18. bis 25. Mai 1953 vor einem Militärgericht statt (Tunesien war zu diesem Zeitpunkt noch immer französisches Protektorat) (s. frz. Wiki: Protectorat français de Tunisie). Die Militärrichter verhängten hohe Haftstrafen und drei Todesurteile.
Einer der drei zum Tode Verurteilten war von Gisèle Halimi vertreten worden.
Um ihn vor der Guillotine zu retten, reiste Halimi im Januar 1954 – als Anwältin ‚der letzten Chance‘ – nach Paris, vertrat beim damaligen Präsidenten Frankreichs, René Coty, das Gnadengesuch (Demande de grâce) und konnte die Begnadigung ihres Klienten erreichen.

#### Algerienkrieg
Als der Algerienkrieg begann, unterstützte sie die Front de Libération Nationale (FLN), die algerische Unabhängigkeitsbewegung, und unterzeichnete 1960, ebenso wie Jean-Paul Sartre, Simone de Beauvoir und zahlreiche andere französische Intellektuelle, das „Manifest der 121“, das die Weigerung von Franzosen, „Waffen gegen das algerische Volk zu ergreifen“, für gerechtfertigt erklärt.

#### Prozess Djamila Boupacha
Im selben Jahr erfuhr sie vom Fall der 22-jährigen Djamila Boupacha, einer FLN-Kämpferin, die beschuldigt wurde, in Algier eine Bombe gelegt zu haben, und anschließend von Angehörigen der französischen Armee mehr als einen Monat lang vergewaltigt und gefoltert wurde. Halimi beschloss, die junge Frau zu verteidigen.
Der Prozess fand zunächst vor einem algerischen Militärgericht statt, wurde dann aber – durch öffentlich aufgebauten Druck – nach Frankreich verlegt.
Trotz eines brillanten Plädoyers Halimis wurde Boupacha zum Tode verurteilt, aber 1962 entsprechend der mit den Verträgen von Évian verbundenen Amnestie begnadigt (allerdings auch ihre Folterer).
Im selben Jahr veröffentlichten Gisèle Halimi und Simone de Beauvoir ein Buch mit Zeugenaussagen und Stellungnahmen zum Fall Djamila Boupacha.

#### Weitere ....
Halimi war Mitglied des Russell-Tribunals gegen vermutete Kriegsverbrechen der Amerikaner im Vietnamkrieg 1967. Sie verteidigte viele baskische Terrorverdächtige und wurde bekannt durch frauenrechtlich relevante Prozesse, wie den eines Mädchens im Pariser Vorort Bobigny 1972, das nach einer Vergewaltigung abgetrieben hatte (Procès de Bobigny). 1971 gründete sie mit Simone de Beauvoir, Jean Rostand, Christiane Rochefort und Jacques Monod die feministische Gruppe Choisir la cause des femmes, um Frauen zu verteidigen, die das „Manifest der 343“ unterzeichnet hatten, in dem sie zugaben, illegal abgetrieben zu haben. Gisèle Halimi war bis zu ihrem Tod Vorsitzende des Vereins. Ihre Kampagne spielte eine große Rolle in den Gesetzesreformen zur Legalisierung von Verhütung und Schwangerschaftsabbruch, die Simone Veil 1974 bzw. 1975 als französische Justizministerin durchbrachte.
Halimi wurde 1981 als Abgeordnete des Departements Isère in die französische Nationalversammlung gewählt, der sie bis 1984 angehörte. Sie war parteilos, schloss sich aber als Gast (apparenté) der sozialistischen Fraktion an. 1985–1986 war sie französische Delegierte bei der UNESCO (nachdem sie der französische Präsident François Mitterrand 1984 beauftragt hatte, deren Effizienz zu untersuchen), 1987 dort französische Vertreterin im Exekutivkomitee und 1989 Beraterin der französischen Delegation bei der UNO. Halimi gehörte zu den Gründern des globalisierungskritischen Netzwerks Attac. 1994 unterstützte sie Jean-Pierre Chevènement bei der Wahl zum Europaparlament und kandidierte selbst auf der Liste des Mouvement des citoyens (MDC), das jedoch keinen Sitz errang. Staatspräsident Jacques Chirac ernannte sie 1995 zur Vorsitzenden des Observatoire de la parité entre hommes et femmes („Beobachtungsstelle für die Gleichstellung zwischen Männern und Frauen“). Bis 1997 leitete sie die Erstellung eines Regierungsberichts zu diesem Thema.
Halimi war u. a. die Anwältin von Jean-Paul Sartre (mit dem sie auch befreundet war), Simone de Beauvoir, Françoise Sagan, Henri Cartier-Bresson und Roberto Matta.

#### Privates
Gisèle Halimi war zweimal verheiratet. 1949, im Alter von 22 Jahren, schloss sie ihre erste Ehe mit Paul Halimi, einem französischen Verwaltungsbeamten. Das Paar bekam zwei Söhne – Jean-Yves und Serge. 1959 wurde die Ehe wieder geschieden. Halimi behielt aber den Namen ihres Mannes, unter dem sie auch bekannt wurde. 1961 heiratete sie in zweiter Ehe Claude Faux († 2017), Sekretär von Jean-Paul Sartre. Aus dieser Ehe ging Halimis drittes Kind, der Sohn Emmanuel, hervor. Ihr Sohn Serge Halimi ist Direktor der Monatszeitschrift Le Monde diplomatique.

#### Auszeichnungen
Seit 2013 war sie Kommandeur der Ehrenlegion, nachdem sie schon 2006 Offizier und 1997 Ritter des Ordens geworden war. 2008 machte sie einen Vorschlag von Gleichstellungsgesetzen für Europa mit dem Titel Die Meistbegünstigungsklausel – das Beste für Europas Frauen.
Sie starb am 28. Juli 2020, einen Tag nach ihrem 93. Geburtstag, in Paris.

## Schriften
- Alles, was ich bin – Tagebuch einer ungeliebten Tochter. Malik, München 2000, ISBN 3-89029-172-4 (Erinnerungen von Halimi an ihre Mutter. Übersetzung: Stephanie Oruzgani).
  - Fritna. Plon, Paris 1999, ISBN 2-259-19134-7 (französisch, Französisches Original).
- Djamila Boupacha. Gallimard, Paris 1991, ISBN 2-07-020524-X (französisch, mit Simone de Beauvoir).
- Le Procès de Burgos. Préface de Jean-Paul Sartre. Gallimard, Paris 1971 (französisch, Halimi nahm 1970 an dem Prozess teil).
- Le lait de l’oranger. Gallimard, Paris 1988, ISBN 2-07-071439-X (französisch, Autobiographie).
- La Cause des femmes. Nouvelle éd. rev., augmentée et annotée par l'auteur. Gallimard, Paris 1992, ISBN 2-07-038458-6 (französisch, Erstausgabe: France loisirs, Paris  1974).
- Avortement, une lois en procès. 1973.
- Choisir la cause des femmes (France): Le programme commun des femmes. présenté par Gisèle Halimi. Grasset, Paris 1978, ISBN 2-246-00572-8 (französisch).
- Une embellie perdue. Gallimard, Paris 1994, ISBN 2-07-073788-8 (französisch).
- La nouvelle cause des femmes. Seuil, Paris 1997, ISBN 2-02-031973-X (französisch).
- Avocate irrespectueuse. Edition Plon, Paris 2002, ISBN 2-259-19453-2 (französisch).
- La Kahina. Plon, Paris 2006, ISBN 2-259-20314-0 (französisch).
- L'étrange monsieur K. Plon, Paris 2003, ISBN 2-259-19804-X (französisch).
- Choisir la cause des femmes: Le procès de Bobigny. Gallimard, Paris 2006, ISBN 2-07-077515-1 (französisch, Begleitwort von Simone Beauvoir, Vorwort von Gisèle Halimi).